# Macgregoromyia itoi
Macgregoromyia itoi är en tvåvingeart som beskrevs av Alexander 1955. Macgregoromyia itoi ingår i släktet Macgregoromyia och familjen storharkrankar. Inga underarter finns listade i Catalogue of Life.